# ابيني-سور-سين
 ابيني-سور-سين (بالفرنسية: Épinay-sur-Seine) هي بلدية فرنسية  تابعة لإقليم سين سان دوني في إيل دو فرانس وتقع في شمال فرنسا وهي اليوم ضاحية لباريس ويسكنها حوالي 53777 نسمة حسب إحصائيات سنة 2009.

## توأمة
لابيني-سور-سين اتفاقيات توأمة مع كل من:
- بوستو أرسيتسيو
- South Tyneside [الإنجليزية]‏
- ألكوبينداس
- أوبرأورزل
- تيشي
- جارو [الإنجليزية]‏
- رام الله

## أعلام
- توماس غامييت
- كريم جيلابي
- هارولد كوريا
- باسكال نوما
- لوسيان ميتشارد
- فرانسيس
- برنار جيرمان دي لاسيبيد

## روابط
- الموقع الرسمي لعمادة المدينة